# تاكاهيرو ساكوراي
تاكاهيرو ساكوراي (櫻井孝宏 ساكوراي تاكاهيرو) هو مؤدي أصوات ياباني ولد في 13 يونيو 1974 في أوكازاكي, آيتشي.

## أدواره في التوكوساتسو
- ألترامان أورب - أورب رينغ

## أدواره في الأنمي

### مسلسلات أنمي تلفزيونية
- غاش بيل الذهبي - كيومارو تاكاميني
- فالكيريا كرونيكلز - فالديو لاندزات
- دوت هاك روتس - هاسيو
- كيو كارا ماو! - يوري شيبويا
- كود غياس: لولوش الثائر - سوزاكو كوروروغي
- كود غياس: لولوش الثائر R2 - سوزاكو كوروروغي
- بليتش - إيزورو كيرا، وابيسكي
- ناروتو شيبودن - ساسوري
- روك لي وأصدقائه النينجا - ساسوري
- جنود السايبورغ - رقم 9
- دي جرايمان - يو كاندا
- جونجو رومانتيكا - ميساكي تاكاهاشي
- جوشين إنبو - ريوكو
- مونونوكي - تاجر الأدوية
- أياكاشي - تاجر الأدوية
- ماين ليب - أورفيوس
- ماين ليب wieder - أورفيوس
- بلاك كات - جينوس هازارد
- بيسميكر كوروغاني - يامازاكي سوسومو
- برنسس توتو - فاكير
- جت باكرز - كيوجي كاغامي
- أبطال الديجيتال الجزء الأول - هادر، والد مي
- أبطال الديجيتال الجزء الثاني - هادر، والد مي، ستيف، شادي الراشد
- إندماج الديجيمون - دورولومون
- أبطال الديجيتال: - هادر
- زومبي-لون - شيتو تاتشيبانا
- روزن ميدن ترويمند - شيروساكي
- خادم الصفر - غيش
- خادم الصقر: فارس القمرين - غيش
- خادم الصفر: رقصة الأميرات - غيش
- خادم الصفر F - غيش
- بلاك بلاد براذرز - جيرو موتشيزوكي
- برج درواغا 〜the Aegis of URUK〜 - نيبا
- برج درواغا 〜the Sword of URUK〜 - نيبا
- باكيمونوغاتاري - ميمي أوشينو
- نيكومونوغاتاري (كورو) - ميمي أوشينو
- سلسلة مونوغاتاري الموسم الثاني - ميمي أوشينو
- أسطول الزجاج - شقيق ميشيل
- تسوكيهيمي: أسطورة القمر - أريهيكو إينوي
- غوين ساغا - لان
- قرار لجنة الطلبة - إيكو أوف ديث
- كروس جيم - يوهي أزوما
- دار الأوراق الخمس - يايتشي
- حفيد نوراريهيون - كوبيناشي
- حفيد نوراريهيون: عاصمة العفاريت - كوبيناشي
- الخادم الأسود 2 - كلود فوستوس
- الخيانة تعرف اسمي - لوكا كروسزيريا/زيس
- بالرغم من ذلك, البلدة تدور - أوكي إيسوهايا
- نحن ما زلنا لا نعرف اسم الزهرة التي رأيناها ذلك اليوم - يوكيآتسو
- C - ماساكاكي
- الأرجوحة الطائرة - تيتسويا تاغوتشي
- أسطورة الأبطال الأسطوريين - تير روميبل
- أرشيف دانتاليان - أرمان جيريمايا
- قل أنك تحبني. - ياماتو كوروساوا
- سايكو-باس - شوغو ماكيشيما
- ماغي: The Labyrinth of Magic - جعفر
- ماغي: The Kingdom of Magic - جعفر
- ماغي: مغامرات سندباد - جعفر
- مقهى الدب القطبي - الدب القطبي
- ديفل سرفايفر 2 ذي أنيميشن - آلكور
- دانغانرونبا ذي أنيميشن - ليون كواتا
- تسوريتاما - أورارا
- لوغ هورايزون - كراستي
- فايري تايل - ستينغ يوكليف
- نوراغامي - رابو
- سول إيتر نوت! - أكاني
- توريكو - كوكو
- طموحات أودا نوبونا - هاتوري هانزو
- طوكيو غول - أوتا
- طوكيو غول A√ - أوتا
- طوكيو غول:re - أوتا
- الأحجية الشيطانية - أتارو ميزوروغي
- ما زال العالم جميلا - بارد
- أص الديناري - كازويا ميوكي
- ألدنوا زيرو - تريلرام
- آرجيفولون - شلاين ريختوفن
- تشايكا أميرة التابوت - شين أكيورا
- تشايكا أميرة التابوت AVENGING BATTLE - شين أكيورا
- ثمرة غريزايا - يوجي كازامي
- فردوس غريزايا - يوجي كازامي
- غوغوري! كوكوري-سان - إينوغامي
- يونا فتاة الفجر - كانغ تيجون
- غانغستا - ماركو أدريانو
- سيراف النهاية - فيريد باثوري
- سيراف النهاية: معركة ناغويا - فيريد باثوري
- الخطايا السبع المميتة - غريامور
- الخطايا السبع المميتة: تلميحات الحرب المقدسة - غريامور
- الخطايا السبع المميتة: إعادة إحياء الوصايا - غريامور
- الخطايا السبع المميتة: غضب الحراس - غريامور
- بادي كومبليكس - بيزون جيرافيل
- ماريا العذراء - برنارد
- صوت! يوفونيوم - نوبورو تاكي
- صوت! يوفونيوم 2 - نوبورو تاكي
- شوكوغكي نو سوما - ساتوشي إيشيكي
- شوكوغكي نو سوما: الطبق الثاني - ساتوشي إيشيكي
- شوكوغكي نو سوما: الطبق الثالث - ساتوشي إيشيكي
- شوكوغكي نو سوما: الطبق الثالث: قطار توتسوكي - ساتوشي إيشيكي
- شوكوغكي نو سوما: الطبق الرابع - ساتوشي إيشيكي
- رانبو كيتان: لعبة لابلاس - أكيتشي
- البدلة المتنقلة جاندام: أيتام الدم الحديدي - ماكغيليس فاريد، مونتاغ
- أسوماتسو-سان - أسوماتسو، توكوماتسو، أسوكو، أسوما
- مغامرة جوجو الغريبة: الماس لا ينكسر - روهان كيشيبي
- لعبة الجوكر - تازاكي
- بونغو ستراي دوغز - فرانسيس إف
- موب سايكو 100 - أراتاكا ريغين
- موب سايكو 100 II - أراتاكا ريغين
- دايز - يوتا أوسوي
- بيرسيرك (2016) - غريفيث
- برينس أوف سترايد ألترنيتيف - توموي ياغامي
- ناينتي ون دايز - فالبيرو
- ديفاين غيت - سانتا كلوز
- وورلد تريغر - غيف
- أسد آذار - تاكاشي هاياشيدا
- الأسرة العجيبة - ياسابورو شيموغامو
- الأسرة العجيبة 2 - ياسابورو شيموغامو
- دايف!! - يويتشي فوجيتاني
- إنفينيتي فورس - جوجي مينامي/تيكامان
- طريق السعادة في ألعاب الإنترنت - يوتا ساكوراي
- بطولات أرسلان - شاغاد
- بطولات أرسلان: رقصة العاصفة الترابية - شاغاد
- أتوم ذا بيغينينغ - موريا تسوتسومي
- دريفترز - آبي نو سيمي
- كيه - إيزومو كوساناغي
- كيه RETURN OF KINGS - إيزومو كوساناغي
- فرسان سيدونيا - نوريو كوناتو
- فرسان سيدونيا: معركة الكوكب التاسع - نوريو كوناتو
- ون بنش مان - زومبيمان
- فيت/أبوكريفا - ساحر الزهور
- فيت/غراند أوردر: الجبهة الشيطانية المطلقة بابيلونيا - مرلين
- هاكيو هوشين إنغي - سوبوشان
- أكتيف رايد: الفريق الثامن من قسم الإقتحام المتنقل - سويتشيرو سينا
- ميزان نيل أدميراري - روي ساغيساوا
- ملحمة غرانكريست - فيلار كونستانس
- أوفرلورد II - جيركنيف
- الخلايا تعمل! - الخلية التائية
- الخلايا تعمل!! - الخلية التائية
- ملائكة الموت - داني
- زويدز: كيوتيك سنتشري - هيلتز
- زويدز زيرو - بيت كلاود
- زويدز وايلد - بيكون
- بلاك كلوفر - ليخت
- شينيا! تينساي باكابون - أوناغي-إينو
- فروتس باسكت (2019) - أيامي سوما
- سيف قاتل الشياطين - غيو توميوكا
- بوبتيبيبيك - بوبوكو (الحلقة 13B السلحفاة)
- ريرايديد: ديريدا القافز عبر الزمن - نيثان بيلستاين
- الخدمة المدنية للغرائب في منتصف الليل - ساتورو كانويتشي
- ريفيجنز - ميكيو دوجيما
- بين السماء و البحر - جوجي كازاماتسوري
- ملفات قضايا ريتشارد صائغ المجوهرات - ريتشارد راناشينها دفوربيان
- كارد كابتور ساكورا - كويتشي كونو
- مكتب نقار الخشب للتحقيق - كيوسكي كيندايتشي
- داي الشجاع (2020) - فان، الراوي
- فريق الإطفاء الناري: الجزء الثاني - يويتشيرو كورونو
- كارول آند تيوزداي - سبنسر
- سيرك كاراكوري - إيريو أشيهانا
- شيروباكو - تاكيزو نوغامي
- اكوداما درايف - السفاح
- جوجوتسو كايسن - سوغورو غيتو
- باكفليب!! - شوساكو شيدا
- إعادة تجسيدي في هيئة هلام - ديابلو
- غليبنير (مانغا) - ألين

### أنمي الإنترنت
- كويوميمونوغاتاري - ميمي أوشينو
- ليفيوس - بيل وينبيرغ
- 7 سيدز - ريو
- سينت سيا: نايتس أوف ذا زودياك - لونغ
- كينغان أشورا - حسد
- جونجي إيتو: حكايات يابانية مرعبة - كازويا هيكيزوري

### أوفا أنمي
- لاست أوردر: فاينل فانتسي VII - كلاود سترايف
- فانتوم: ريكوييم فور ذا فانتوم - ريجي أزوما/زواي
- سينت سيا: هادس: العالم السفلي - دراغون شيريو
- سينت سيا: هادس: إليسيون - دراغون شيريو
- سينت سيا: ذا لوست كانفاس - غريفون مينوس
- دوت هاك ليميناليتي - توموناري كاسومي
- فيت/بروتوتايب - سيبر
- روهان كيشيبي لا يتحرك - روهان كيشيبي

### أفلام أنمي
- فاينل فانتسي VII: أدفنت تشيلدرن - كلاود سترايف
- فكسل - ريو
- سلسلة أفلام بيرسيرك: العصر الذهبي
  - بيرسيرك: العصر الذهبي I بيضة الحاكم - غريفيث
  - بيرسيرك: العصر الذهبي II معركة دولدراي - غريفيث
  - بيرسيرك: العصر الذهبي III النزول - غريفيث
- سلسلة أفلام كود غياس: أكيتو المنفي
  - كود غياس: أكيتو المنفي: الفصل الثاني «انقسام التنين» - سوزاكو كوروروغي
- سلسلة أفلام كيزومونوغاتاري
  - كيزومونوغاتاري الفصل الأول: تيكّيتسو - ميمي أوشينو
  - كيزومونوغاتاري الفصل الثاني: نيكّيتسو - ميمي أوشينو
  - كيزومونوغاتاري الفصل الثالث: ريكيتسو - ميمي أوشينو
- فيلم ديجيمون أدفنتشر: لعبتنا الحربية! - تنتومون
- فيلم ديجيمون أدفنتشر 02: انتقام ديابورومون - تنتومون
- سلسلة أفلام ديجيمون أدفنتشر تراي
  - ديجيمون أدفنتشر تراي الفصل الأول: لم الشمل - تنتومون
  - ديجيمون أدفنتشر تراي الفصل الثاني: العزيمة - تنتومون
  - ديجيمون أدفنتشر تراي الفصل الثالث: الاعتراف - تنتومون
  - ديجيمون أدفنتشر تراي الفصل الرابع: الفقدان - تنتومون
  - ديجيمون أدفنتشر تراي الفصل الخامس: التعايش - تنتومون
  - ديجيمون أدفنتشر تراي الفصل السادس: مستقبلنا - تنتومون
- ديجيمون أدفنتشر: التطور الأخير للروابط - هادر
- ون بيس: غولد - غيلدو تيزورو (أيام الشباب)
- العضو القاتل - جون بول
- ثلاثية أفلام غودزيلا
  - غودزيلا: كوكب الوحوش - متفيس
  - غودزيلا: مدينة على شفير المعركة - متفيس
  - غودزيلا: آكل الكواكب - متفيس
- بلام! - كيلي
- الأختان الساحرتان يويو و نيني - تاكيو
- كيه MISSING KINGS - إيزومو كوساناغي
- دوت هاك جي يو تريلوجي - هاسيو
- ليز آند ذا بلو بيرد - نوبورو تاكي
- بيسميكر كوروغاني: الإيمان - يامازاكي سوسومو
- بيسميكر كوروغاني: الصديق - يامازاكي سوسومو
- فيلم أسوماتسو-سان - أسوماتسو
- فيلم سيف قاتل الشياطين: قطار اللانهاية - غيو توميوكا
- فيلم شيروباكو - تاكيزو نوغامي
- فيت/غراند أوردر: منطقة الطاولة المستديرة كاميلوت: الجزء الأول Wandering; Agateram - ساحر الزهور
- فرسان سيدونيا: النجمة التي تحيك الحب - نوريو كوناتو

## أدواره في ألعاب الفيديو
- فاينل فانتسي VII ريميك - كلاود سترايف
- ديرج أوف سيربيروس: فاينل فانتسي VII - كلاود سترايف
- كرايسس كور: فاينل فانتسي VII - كلاود سترايف
- ديسيديا: فاينل فانتسي - كلاود سترايف
- ديسيديا 012: فاينل فانتسي - كلاود سترايف
- ديسيديا: فاينل فانتسي NT - كلاود سترايف
- وورلد أوف فاينل فانتسي - كلاود سترايف
- سلسلة كينغدوم هارتس
  - كينغدوم هارتس - كلاود
  - كينغدوم هارتس تشين أوف ميموريز - كلاود
  - كينغدوم هارتس II - كلاود
  - كينغدوم هارتس كودد - كلاود
- شينمو - لان دي
- شينمو 2 - لان دي
- تيلز أوف ليجنديا - والتر ديلكويس
- تيلز أوف غريسز - أسبل لانت
- تيلز أوف ذا وورلد: ريف يونايتيا - أسبل لانت
- فالكيريا كرونيكلز - فالديو لاندزات
- فالكيريا كرونيكلز 2 - فالديو لاندزات
- دانغانرونبا: تريغر هابي هافوك - ليون كواتا
- سينت سيا: ذا هادس - دراغون شيريو
- سينت سيا: سولجرز سول - دراغون شيريو
- ناروتو شيبودن: ألتيميت نينجا ستورم ريفولوشن - ساسوري
- ناروتو شيبودن: ألتيميت نينجا ستورم 4 - ساسوري
- مغامرة جوجو الغريبة: الرياح الذهبية - برونو بوتشاراتي
- برينس أوف سترايد - توموي ياغامي
- بروجكت X زون 2 - هاسيو
- سلسلة ألعاب دوت هاك جي يو - هاسيو
- برسيرك أند ذا باند أف ذا هوك - غريفيث
- ناين آورز، ناين بيرسونز، ناين دورز - سنيك
- سايكو-باس: مانداتوري هابينيس - شوغو ماكيشيما
- شين ميغامي تينسي: سترينج جيرني ريداكس - هيمينيز
- ذا باونسر - سيون بارزاد
- سوبر سماش برذرز فور نينتندو 3دي إس و وي يو - كلاود
- سوبر سماش برذرز ألتميت - كلاود
- فاير إمبلم إيكوز: شادوز أوف فالنتيا - لوكاس
- بليتش: هيت ذا سول 2 - إيزورو كيرا
- ديجيمون أدفنتشر - تنتومون
- إيتاداكي ستريت: دراغون كويست آند فاينل فانتسي ثيرتيث أنيفيرساري - كلاود سترايف
- ميجا مان إكس 8 - ميجا مان إكس
- ميجا مان إكس: كوماند ميشين - ميجا مان إكس

## ادواره في الدراما الصوتية
- مذكرات العطارة - جينشي

## أدواره في الدبلجة اليابانية
- الشفق - إدوارد كولن
- ملحمة الشفق: قمر جديد - إدوارد كولن
- ملحمة الشفق: خسوف - إدوارد كولن
- ملحمة الشفق: بزوغ الفجر - الجزء 1 - إدوارد كولن
- ملحمة الشفق: بزوغ الفجر - الجزء 2 - إدوارد كولن
- ترانسفورمرز أنيميتد - بلور
- ترانسفورمرز: برايم - فينس
- فيلم الإيموجي - جين

## وصلات خارجية
- تاكاهيرو ساكوراي على موقع IMDb (الإنجليزية)
- تاكاهيرو ساكوراي على موقع ألو سيني (الفرنسية)
- تاكاهيرو ساكوراي على موقع ميوزك برينز (الإنجليزية)
- تاكاهيرو ساكوراي على موقع أول موفي (الإنجليزية)
- تاكاهيرو ساكوراي على موقع ديسكوغز (الإنجليزية)
- تاكاهيرو ساكوراي على موقع قاعدة بيانات الفيلم (الإنجليزية)
- تاكاهيرو ساكوراي على موقع كينوبويسك (الروسية)
- تاكاهيرو ساكوراي على موقع ANN person (الإنجليزية)